# William Joseph (Gouverneur)
William Joseph (* vor 1667; † zwischen 1701 und 1729) war ein englischer Kolonialgouverneur der Province of Maryland. 

## Leben
William Joseph stammte vermutlich aus Irland. Er schiffte sich 1688 aus London nach Maryland ein, nachdem ihn der damalige Eigentümer der Kolonie Charles Calvert, 3. Baron Baltimore, zum neuen Gouverneur bestellt hatte. Er löste damit formal Hon. Benedict Calvert (1679–1715) in diesem Amt ab. Allerdings hatte dieser minderjährige Sohn und Erbe des 3. Barons Baltimore das Amt aufgrund seiner Jugend nur nominal ausgeübt. Die tatsächliche Macht ging vom Regierungsrat (Council) aus. Vor dem Hintergrund zunehmender Spannungen in England im Vorfeld der Glorious Revolution beschloss der 3. Baron Baltimore mit William Joseph einen ihm loyalen Mann mit diesem Amt zu betrauen. Die Kolonie bestand ursprünglich fast ausschließlich aus Katholiken. Im Lauf der Zeit zogen auch Mitglieder anderer christlicher Konfessionen in das Gebiet. Hier sind vor allem die Anhänger der Church of England und die Puritaner zu nennen. Allmählich kamen diese Gruppierungen in die Mehrheit gegenüber den Katholiken und es kam vermehrt zu religiös motivierten Unruhen. Vor diesem Hintergrund trat William Joseph 1688 sein neues Amt an. Die Glorious Revolution in England, die ja unter anderem auch religiös motiviert war, verfehlte ihre Auswirkungen auf Maryland nicht. Der 3. Baron Baltimore und Joseph waren katholisch und dem abgesetzten König Jakob II. gegenüber loyal. Die Gegenseite sah in dem Erfolg der Glorious Revolution in England auch eine Ermunterung zu einem Umsturz in der Kolonie. William Joseph versuchte, die alte Ordnung aufrechtzuerhalten, musste sich aber der Übermacht geschlagen geben und 1689 aus der Kolonie fliehen. Neben dem religiösen Gegensatz hatte er die Kolonisten zusätzlich noch durch einige unpopuläre Entscheidungen zu Gunsten des Baron Baltimore verärgert. Die Gegner Baltimores und Josephs waren vor allem Puritaner, die vom späteren Gouverneur John Coode angeführt wurden. Als Folge der Rebellion musste nicht nur Gouverneur Joseph fliehen. Auch die Barone Baltimore verloren vorübergehend die Kontrolle über die Kolonie, die sie erst 1715 zurückgewinnen konnten. 1704 wurde die Ausübung der katholischen Religion in Maryland verboten.
William Joseph hatte sich auch als Pflanzer betätigt und besaß 1689 5.366 acres große Ländereien in Maryland, die er ab 1694 nach und nach verkaufte. 1701 bevollmächtigte er seinen gleichnamigen einzigen Sohn damit, seine verbliebenen Ländereien in Maryland zu verkaufen und ließ sich als Kaufmann in Dublin, Irland, nieder. Er starb spätestens 1729, als ein Inventar seiner verbliebenen Besitzungen in Maryland erstellt wurde.